# Frank Furedi
Frank Furedi, né le 3 mai 1947 à Budapest, est un sociologue britannique d'origine hongroise. 

## Biographie
Sa famille émigre au Canada après les événements politiques de 1956. Il fait ses études au Canada et au Royaume-Uni. 
Il obtient un Baccalauréat universitaire ès lettres en relations internationales à l'université McGill de Montréal, puis une maîtrise universitaire ès lettres sur les politiques africaines à l' école des études orientales et africaines de Londres.
Il soutient sa thèse de doctorat de l'université du Kent sur la révolte des Mau Mau.  
Il est professeur émérite de sociologie à l'université du Kent.
Il est connu pour ses travaux sur la sociologie de la peur et la sociologie de la connaissance,

## Publications (sélection)

### Traductions en francais
- Frank Furedi (trad. Dominique Peters), Parents paranos [« Paranoid Parenting »], Alias, coll. « Tendances & témoignages », 2002, 240 p. (ISBN 978-2847260007)

### En anglais
- Paranoid Parenting: Abandon Your Anxieties and Be a Good Parent, Allen Lane, 2001
- Therapy Culture: Cultivating Vulnerability in an Uncertain Age, Routledge, 2003
- Where Have All the Intellectuals Gone?: Confronting Twenty-First Century Philistinism, Continuum International Publishing Group, 2004
- The Politics of Fear. Beyond Left and Right, Continuum International Publishing Group, 2005,  (ISBN 0826487289)
- Invitation to Terror: The Expanding Empire of the Unknown, Continuum International Publishing Group, 2007,  (ISBN 0826499570)
- Licensed to Hug: How Child Protection Policies Are Poisoning the Relationship Between the Generations and Damaging the Voluntary Sector with Jennie Bristow, Civitas, 2008,  (ISBN 1903386705). 2nd Revised edition: 2010,  (ISBN 1906837163)
- Wasted: Why Education Isn't Educating, Continuum International Publishing Group, 2009
- On Tolerance: The Life Style Wars: A Defence of Moral Independence, Continuum International Publishing Group, 2011,  (ISBN 1441120106)
- Authority: A Sociological Introduction, Cambridge University Press, 2013
- Moral Crusades in an Age of Mistrust: The Jimmy Savile Scandal, Palgrave Macmillan, 2013,  (ISBN 1137338016)
- First World War: Still No End in Sight, Bloomsbury USA, 2014,  (ISBN 1441125108)
- Power of Reading: From Socrates to Twitter, Bloomsbury, 2015,  (ISBN 1472914775)
- Populism and the European Culture Wars, The Conflict of Values between Hungary and the EU , Routledge, 2017
- How Fear Works : Culture of Fear in the 21st Century, Bloomsbury, 2018, 320 p. (ISBN 978-1472947727)
- Why Borders Matter : Why Humanity Must Relearn the Art of Drawing Boundaries, Routledge, 2020, 202 p. (ISBN 978-0367416812)